# Palazzo Pantaleo Spinola
Il palazzo Pantaleo Spinola, o palazzo Gambaro, è un edificio storico italiano, sito in via Garibaldi 2, nel centro storico di Genova. È uno dei Palazzi dei Rolli che furono designati, al tempo della Repubblica di Genova, a ospitare gli ospiti di alto rango durante le visite di stato per conto del governo genovese.
L'edificio è fra i 42 palazzi dei rolli selezionati e dichiarati Patrimonio dell'umanità dall'UNESCO il 13 luglio 2006.
Sede del Banco di Chiavari e della Riviera Ligure (poi Banco BPM), dal 1941 è sottoposto a vincolo di tutela da parte della soprintendenza.

## Storia
Fu eretto dall'architetto Bernardo Spazio e proseguito poi da Pietro Orsolino fino alla fine dei lavori, nel 1558, per Pantaleo Spinola, che morì nel 1563 senza mai abitare il palazzo.
Dopo la proprietà degli Spinola, passò prima fra i possedimenti dei Giustiniani e poi dei Gambaro, che fecero coprire le nudità delle figure sopra il portale.
Fu incluso da Rubens nell'edizione del 1652 dei Palazzi di Genova.

## Descrizione
La facciata, dalle linee assai semplici, è movimentata dal ritmo delle finestre, dall'aggetto dei balconi e soprattutto dal portale sormontato da due statue marmoree, allegoria della Prudenza e della Vigilanza.
Il piano terreno è riccamente affrescato con episodi biblici realizzati nei primi decenni del Seicento da Giovanni Carlone: Susanna e i vecchioni, Il giudizio di Salomone, La fine di Assalonne. Fu una delle ultime opere dell'anziano Carlone, ancora attardato su stilemi tardomanieristi. Di notevole pregio la bussola a vetri, realizzata nel 1923, in forme Dèco.
Al piano superiore si trovano affreschi cinquecenteschi dei fratelli Semino e Calvi. Le opere più celebri sono tuttavia i cicli di affreschi di Domenico Piola e Giovanni Battista Carlone, fra i più alti esiti del barocco genovese. Nel salone del piano nobile, al quale si accede salendo un elegante scalone, la volta fu affrescata a fine Seicento, con un soggetto mitologico raffigurante L'offerta a Giove delle chiavi del tempio di Giano, con un significato allegorico inneggiante alla pace, eseguito dal genovese Domenico Piola e dall'emiliano Paolo Brozzi, specialista in quadrature prospettiche. Anche le decorazioni degli altri salotti sono ispirate alla storia romana. Sempre Piola, artista dominante nel secondo Seicento a Genova, è autore della volta con Le sibille mostrano la vergine Maria ad Augusto, reinterpretazione in chiave cristiana di temi pagani, contornata da episodi raffiguranti Le stagioni.  In altri due salotti fu attivo Giovanni Battista Carlone, con Episodi della vita di Lucrezia, di Coriolano, e con il Ratto delle sabine.
Dal salone si accede alla terrazza, nel cui ninfeo si trovava un tempo il celebre gruppo marmoreo raffigurante il Rapimento di Elena, uno dei capolavori della scultura barocca eseguito dal marsigliese Pierre Puget e oggi conservato nel Museo di Sant'Agostino.

## Galleria d'immagini

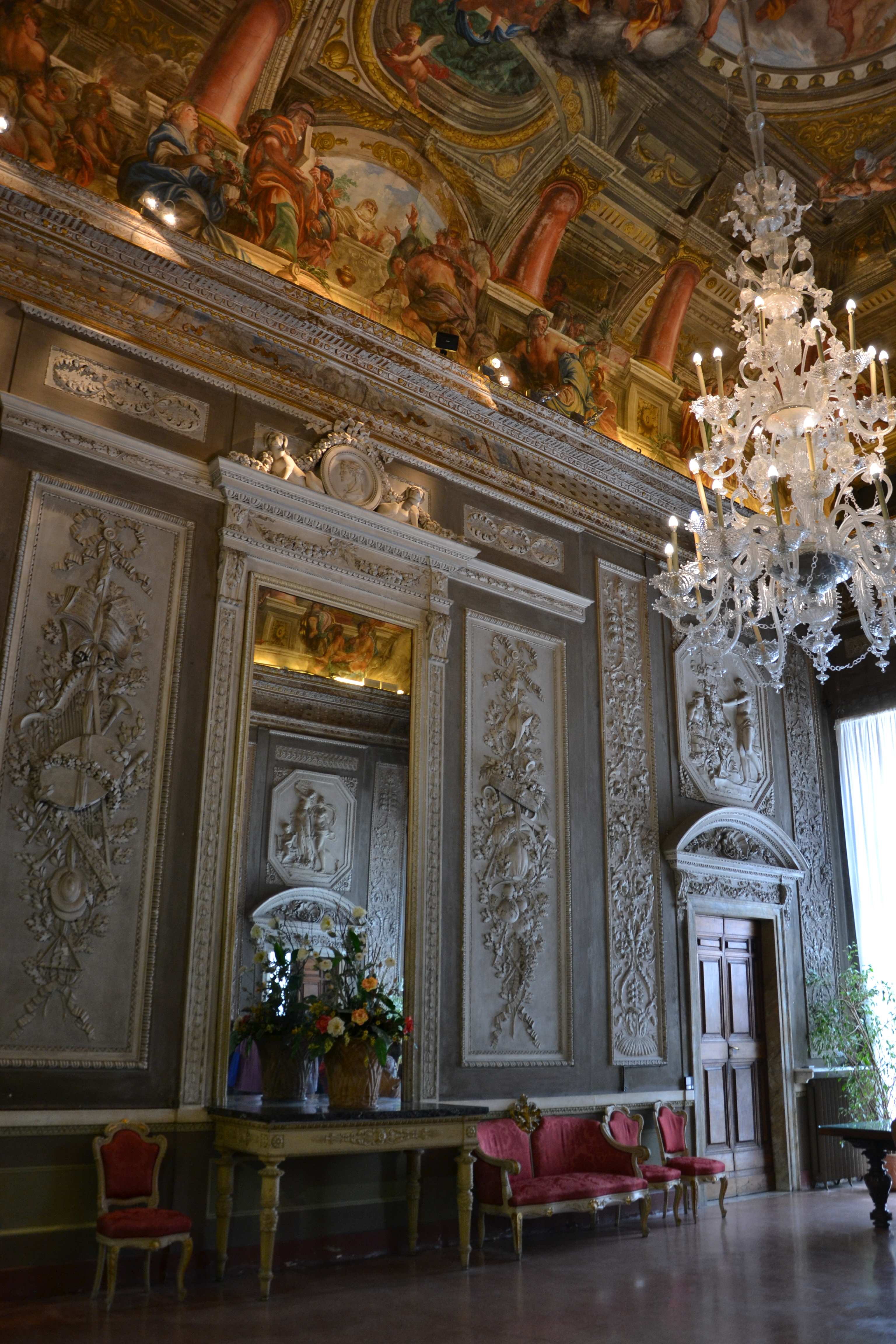
Salone centrale
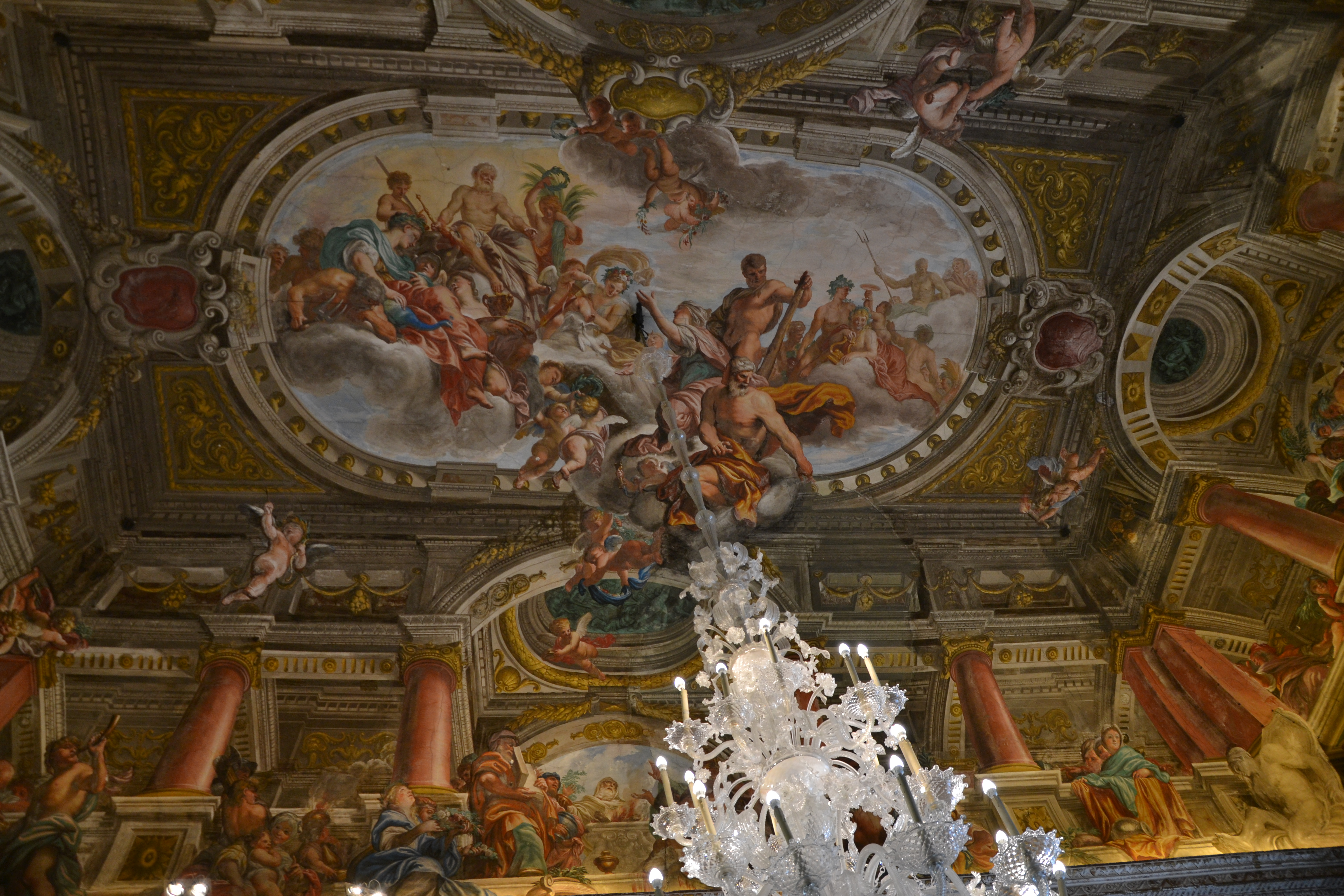
Domenico Piola, Paolo Brozzi "L'offerta a Giove delle chiavi del tempio di Giano"
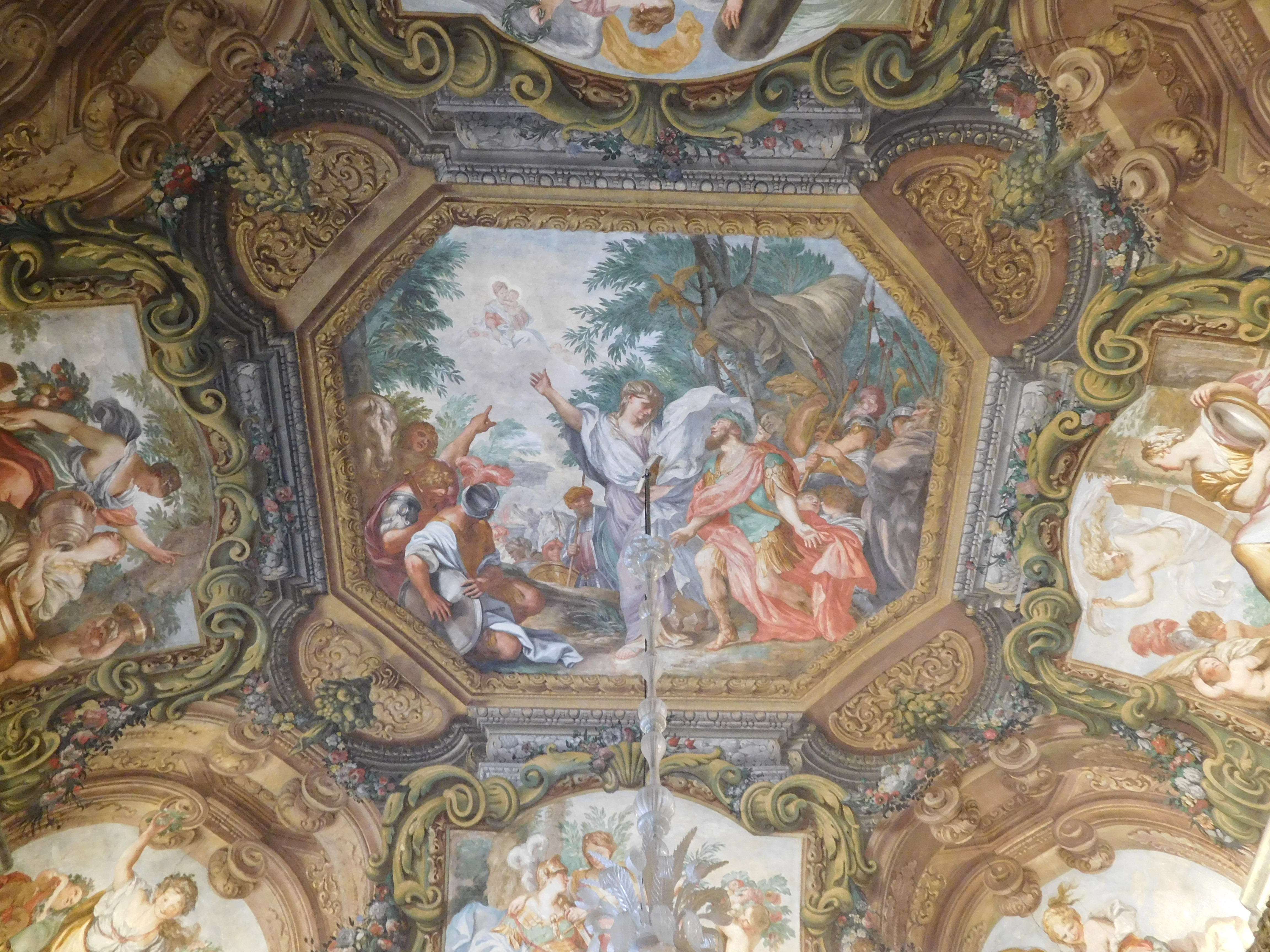
Piola, Le sibille mostrano la vergine Maria ad Augusto
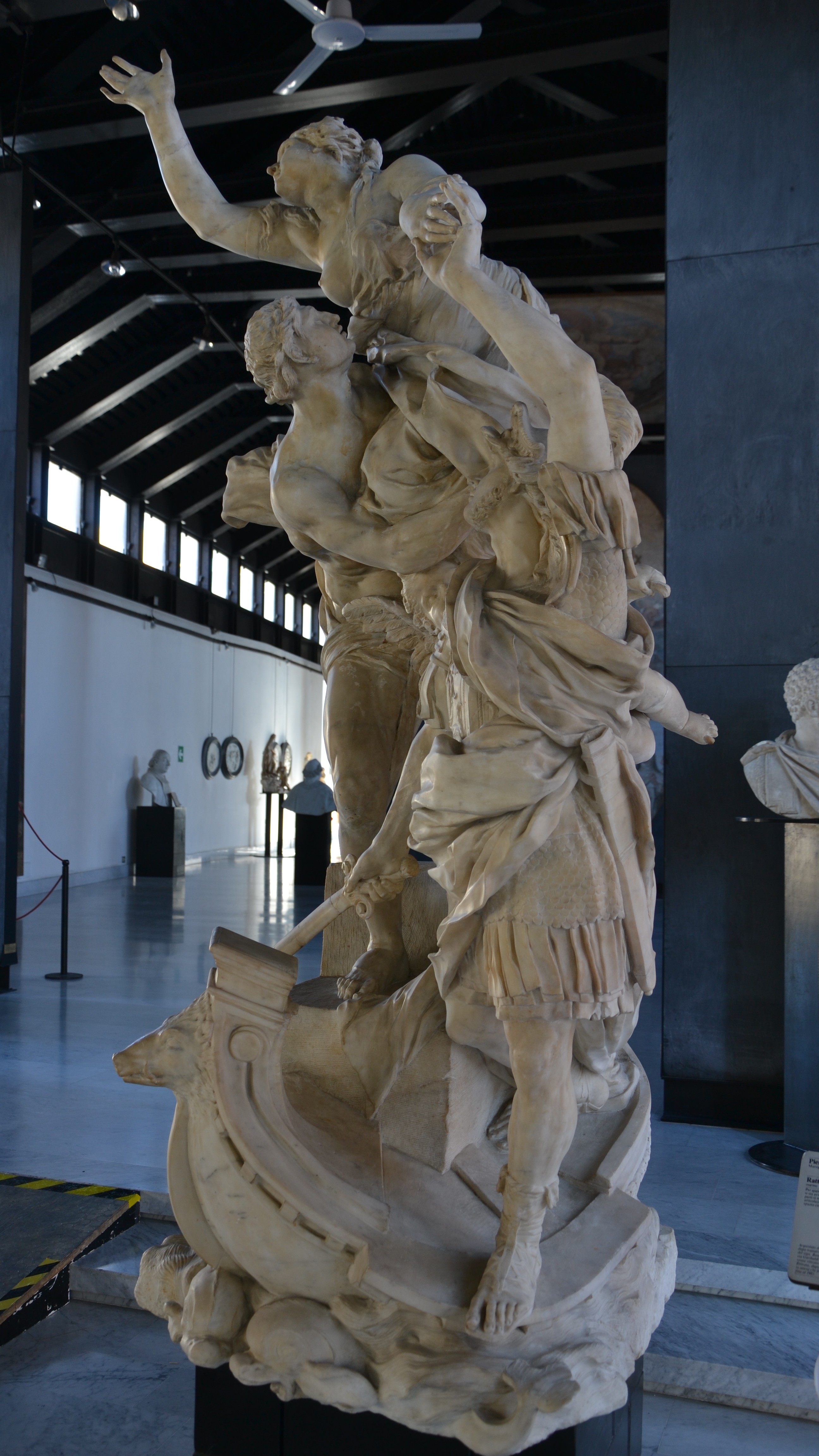
Pierre Puget, Ratto di Elena
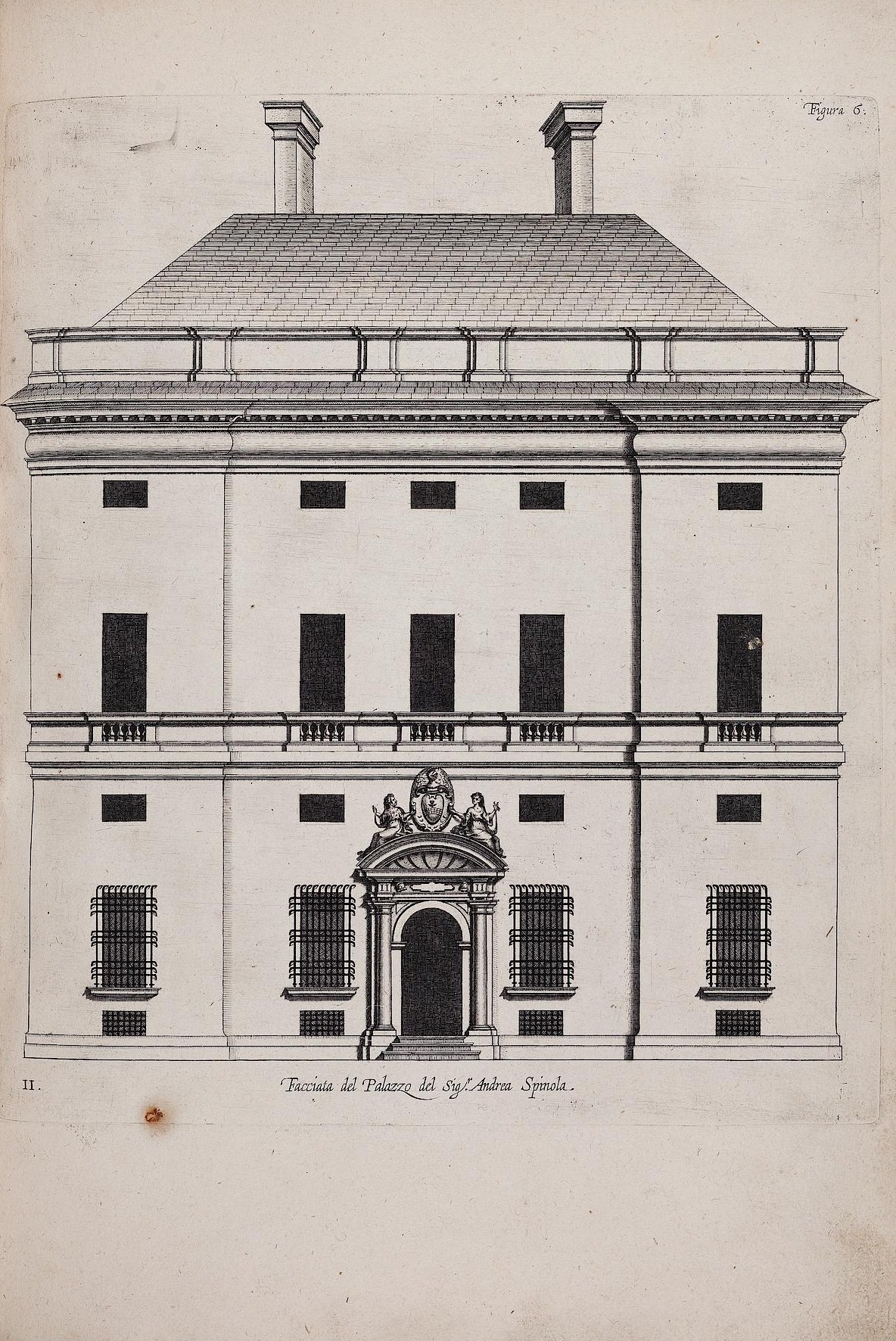
Rubens, Palazzi di Genova